# Lantarón
Lantarón (en euskera: Lantaron) es un municipio español de la provincia de Álava, en la comunidad autónoma del País Vasco. Pertenece a la cuadrilla de Añana y se encuentra en la orilla izquierda del río Ebro.
Surgió en 1978 de la fusión de los municipios de Bergüenda y Salcedo. El nombre tomado por el nuevo municipio recuerda al histórico Condado de Lantarón que es mencionado en fuentes escritas desde el año 897 con el conde Gonzalo Téllez y que fue uno de los condados originales sobre los que reinó Fernán González, primer conde independiente de Castilla. Aunque se desconocen los límites de ese condado medieval y estos probablemente no coincidan con los del actual municipio de Lantarón, sí que se cree que el castillo que daba nombre al condado se encontraba en una peña situada entre los pueblos de Sobrón y Bergüenda dentro de los límites del moderno Lantarón. En aquellos tiempos también existía otra torre defensiva en Alcedo.
Tiene 61,77 km² y una población de 893 habitantes INE 2015.

## Toponimia

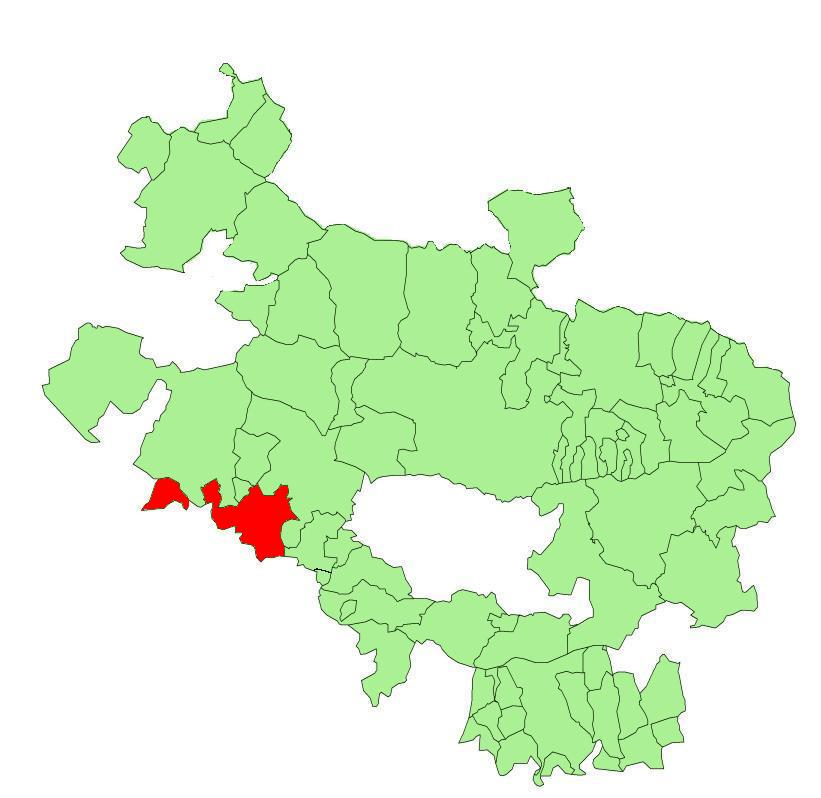
Extensión del municipio en la provincia de Álava

Según Araba/Álava. Los nombres de nuestros pueblos, escrito por el filólogo Patxi Salaberri Zaratiegi y publicado por la Real Academia de la Lengua Vasca (o Euskaltzaindia) en colaboración con la Diputación Foral de Álava, podría provenir de Laterius o Laterus, que habría sido el señor del lugar y hubiese dado su nombre al topónimo al pasar al genitivo Lateroni, en la que la /e/ hubiese mutado en /a/ por asimilación, o tal vez por ser antes la vocal acentuada. Esto hubiese dado Lataroni, que después hubiese desembocado en Latarón tras haber sido Latarone por abertura habitual de la /e/ final. Por repercusión, pudo surgir la /n/ de Lantarón, término actual, que significaría «tierra o villa o propiedad de Latero y Laterio».
No deben descartarse, no obstante, relaciones con otros topónimos hispánicos, como Lanteiro, entidad de población de Presno, en el concejo asturiano de Castropol o, en otro contexto muy distinto, con Lanjarón o con Lancharón, que proviene del árabe Al-lancharon o «lugar de manantiales», lo que se relacionaría con la gran cantidad de agua que contiene en su término municipal, además de que en un solo documento del siglo XI aparece sin la /n/, lo que haría más fácil su vínculo con la teoría de Laterius o Laterus.

## Demografía

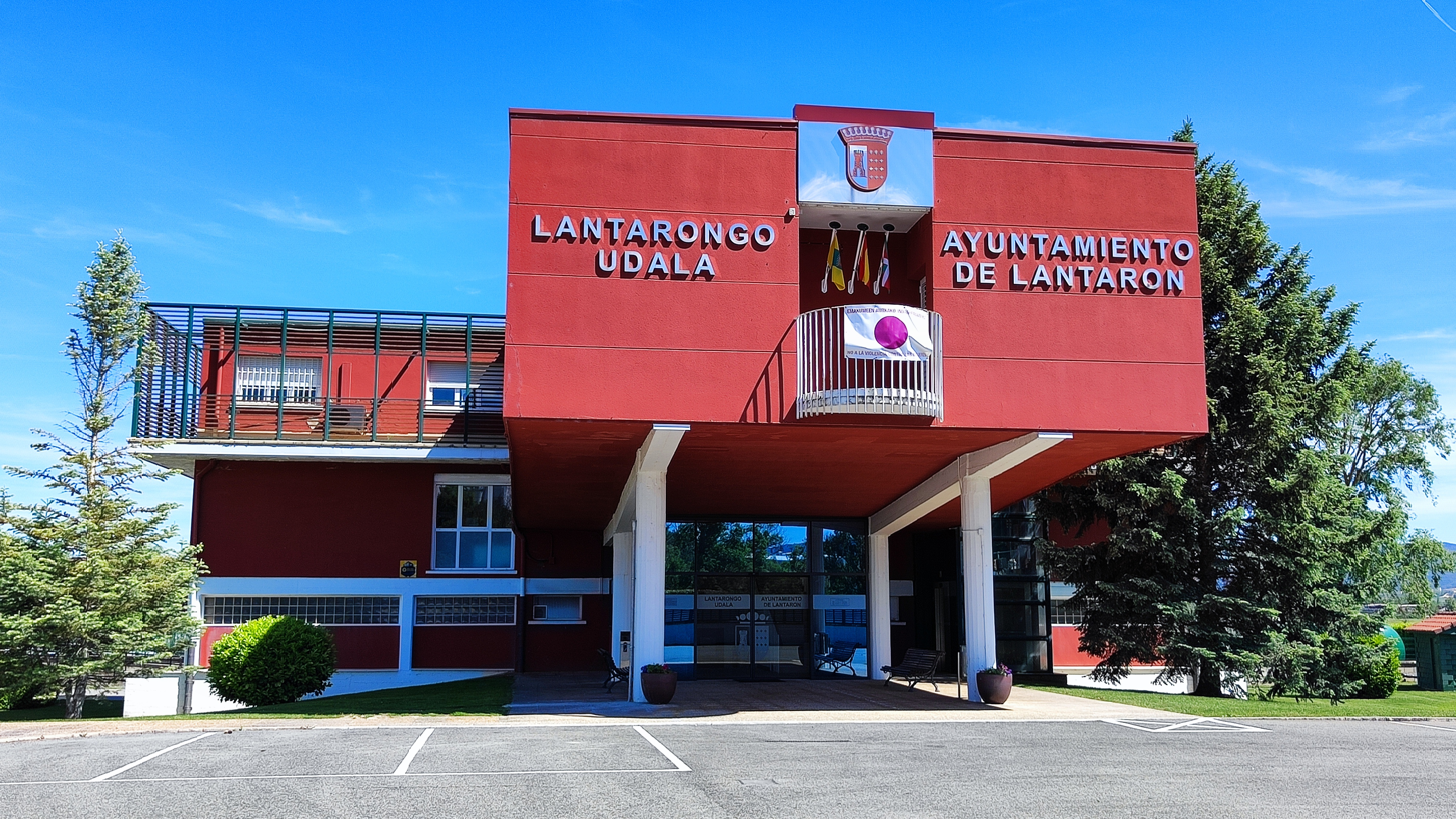
Ayuntamiento de Lantarón, en Comunión

Lantarón cuenta con una población de 926 habitantes (INE 2024).
| Gráfica de evolución demográfica de Lantarón entre 1981 y 2021 |
| |
| Población de derecho según los censos de población del INE Población de hecho según los censos de población del INEEntre el censo de 1981 y el anterior, aparece este municipio porque se fusionan los municipios 01015 (Bergüenda) y 01048 (Salcedo) |

| Gráfica de evolución demográfica de Lantarón entre 1988 y 2008 |
|                                                                |

## Administración y política

### Gobierno municipal
| Partido político                                              | 2015  | 2015       | 2011  | 2011       | 2007  | 2007       | 2003        | 2003        | 1999  | 1999       | 1995  | 1995       |
| Partido político                                              | %     | Concejales | %     | Concejales | %     | Concejales | %           | Concejales  | %     | Concejales | %     | Concejales |
| Euzko Alderdi Jeltzalea-Partido Nacionalista Vasco (EAJ-PNV)  | 53,01 | 5          | 32,02 | 3          | 41,06 | 4          | 53,04       | 4           | 45,24 | 4          | 46,07 | 4          |
| Euskal Herria Bildu (EH Bildu)-Bildu                          | 19,15 | 1          | 14,73 | 1          | —     | —          | —           | —           | —     | —          | —     | —          |
| Partido Popular del País Vasco (PP)                           | 18,49 | 1          | 28,88 | 3          | 30,04 | 2          | 33,33       | 3           | 30,27 | 2          | 14,42 | 1          |
| Partido Socialista de Euskadi-Euskadiko Ezkerra (PSE-EE PSOE) | 7,35  | 0          | 6,88  | 0          | 5,06  | 0          | 9,03        | 0           | 3,57  | 0          | —     | —          |
| Aralar                                                        | —     | —          | 9,04  | 0          | —     | —          | —           | —           | —     | —          | —     | —          |
| Ezker Batua-Berdeak (EB-B)                                    | —     | —          | 4,91  | 0          | 5,04  | 0          | —           | —           | —     | —          | —     | —          |
| Candidatura de los Pueblos de Lantarón (CPL)                  | —     | —          | —     | —          | 16,06 | 1          | —           | —           | —     | —          | —     | —          |
| Unidad Alavesa (UA)                                           | —     | —          | —     | —          | —     | —          | 3,61        | 0           | 11,09 | 1          | 31,84 | 2          |
| Euskal Herritarrok (EH)-Herri Batasuna (HB)                   | —     | —          | —     | —          | —     | —          | Ilegalizado | Ilegalizado | 6,08  | 0          | —     | —          |
| Lantaron Bizrik-Lantarón Vivo (LB-LV)                         | —     | —          | —     | —          | —     | —          | —           | —           | —     | —          | 5,62  | 0          |

### Organización territorial

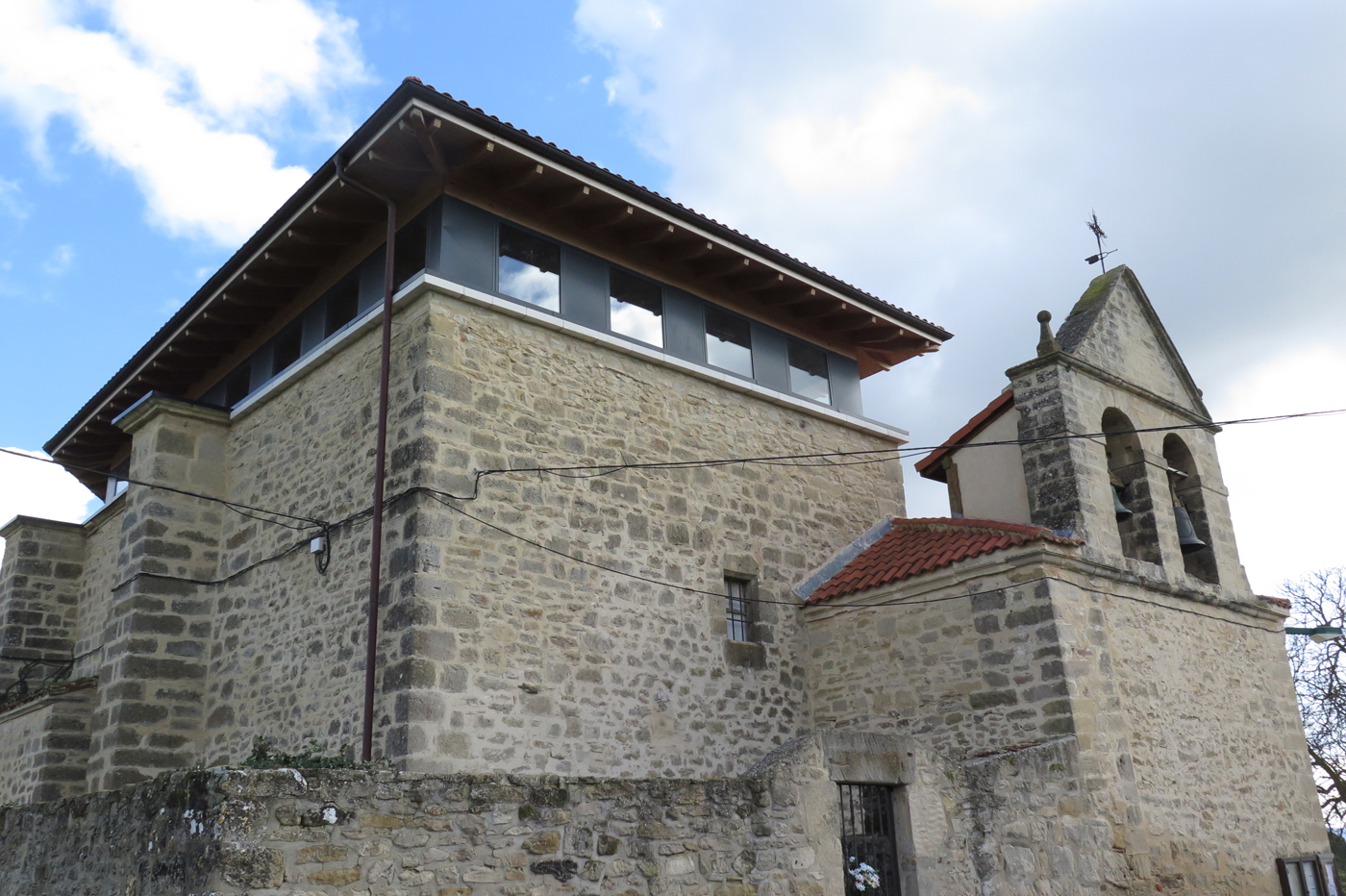
Torre e iglesia de Molinilla

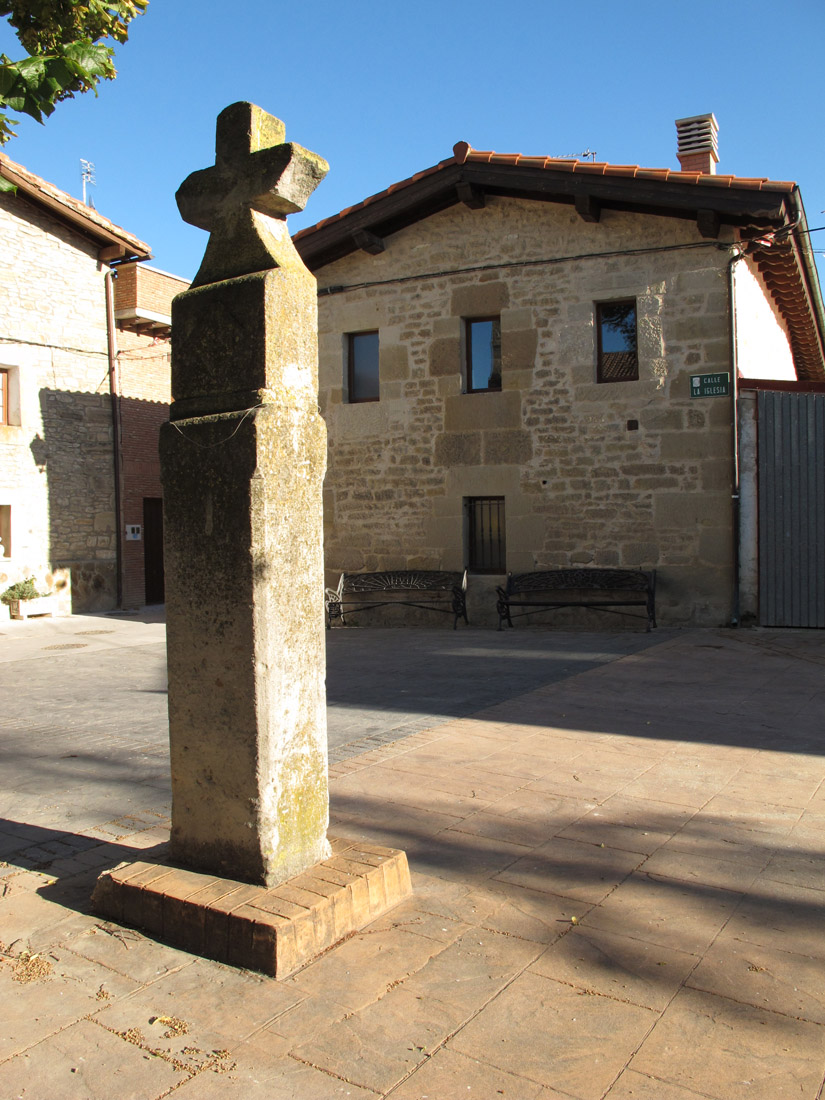
Salcedo, Lantarón

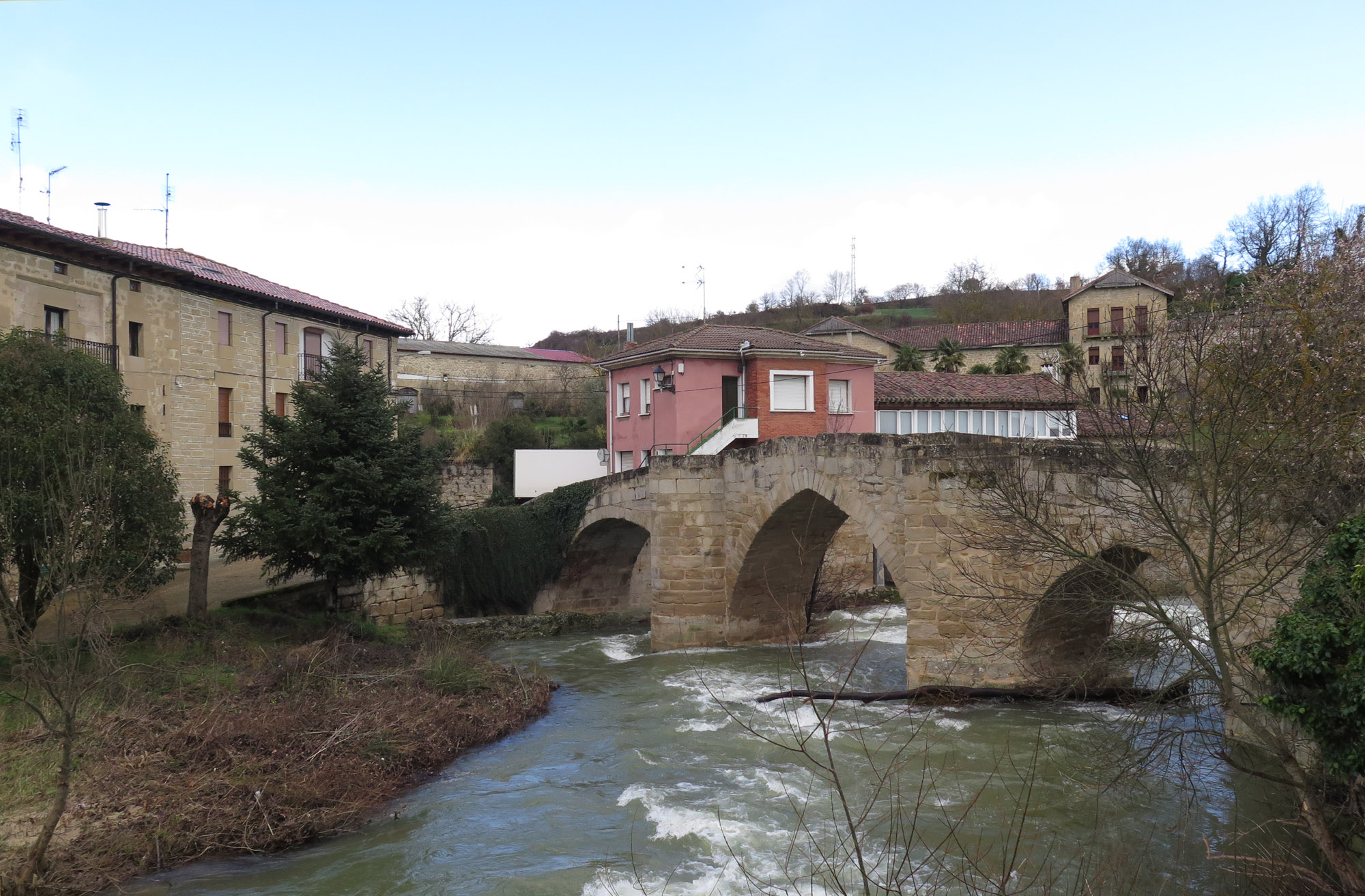
Bergüenda, Lantarón

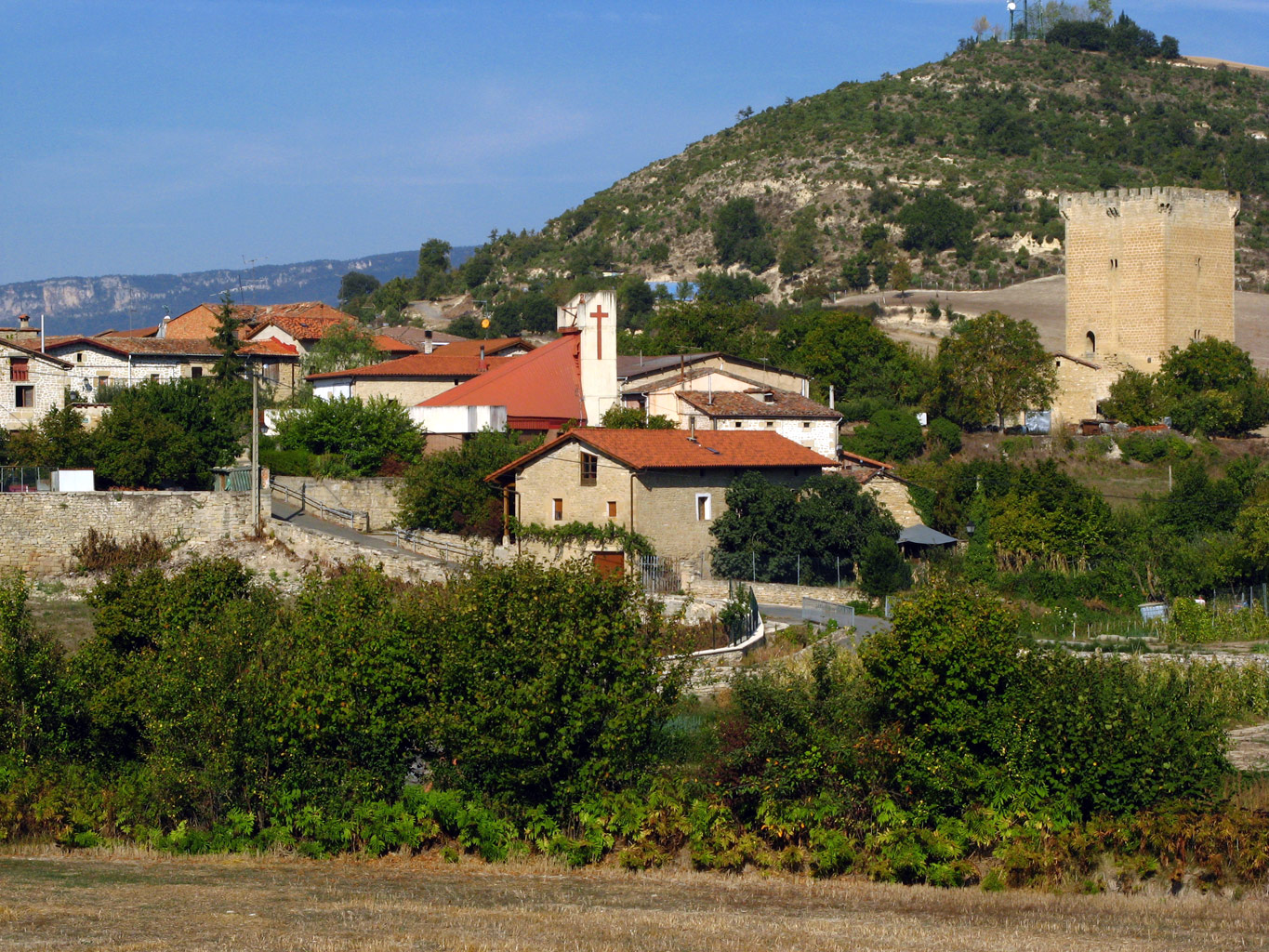
Fontecha, Lantarón

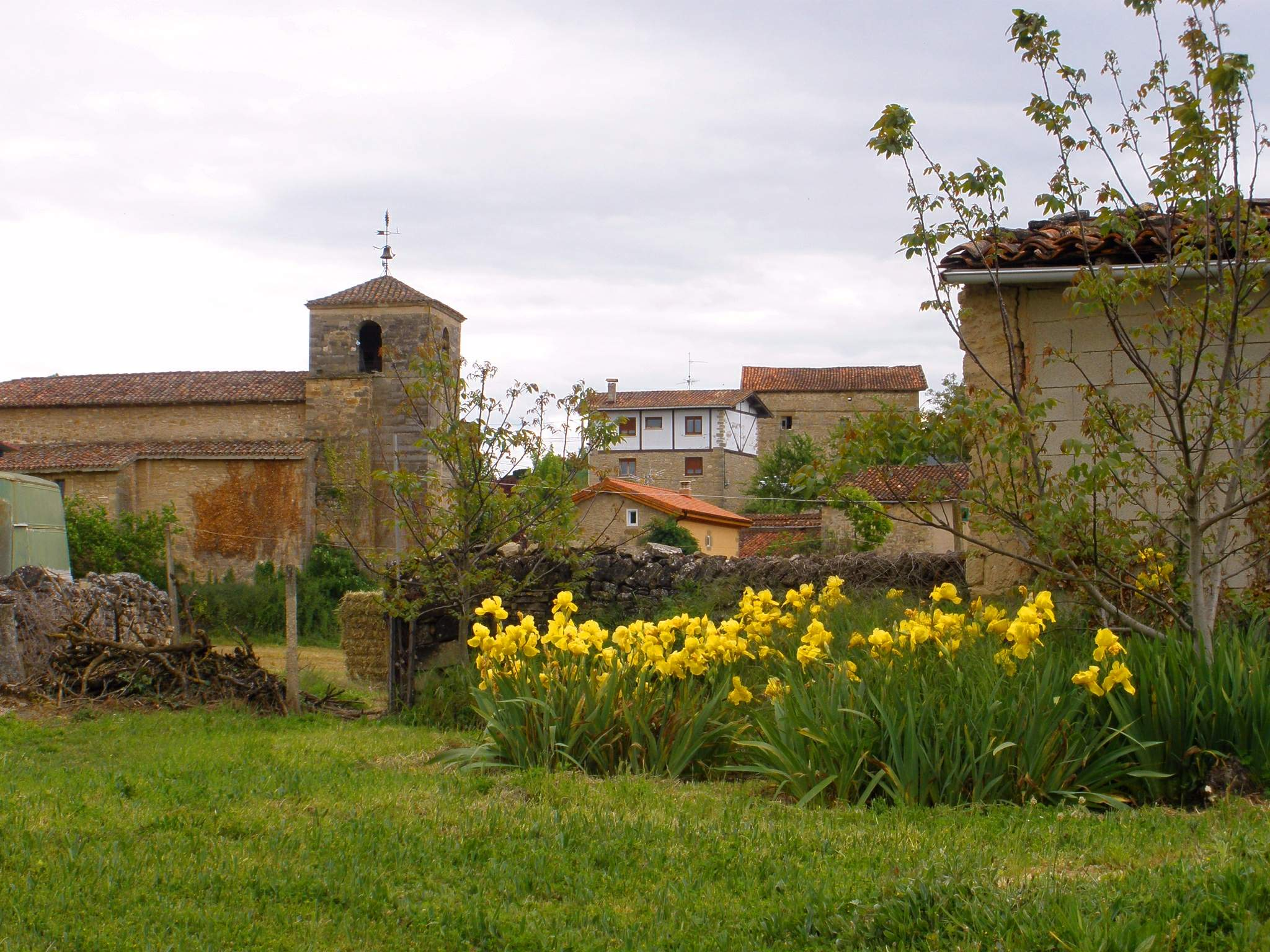
Comunión, Lantarón

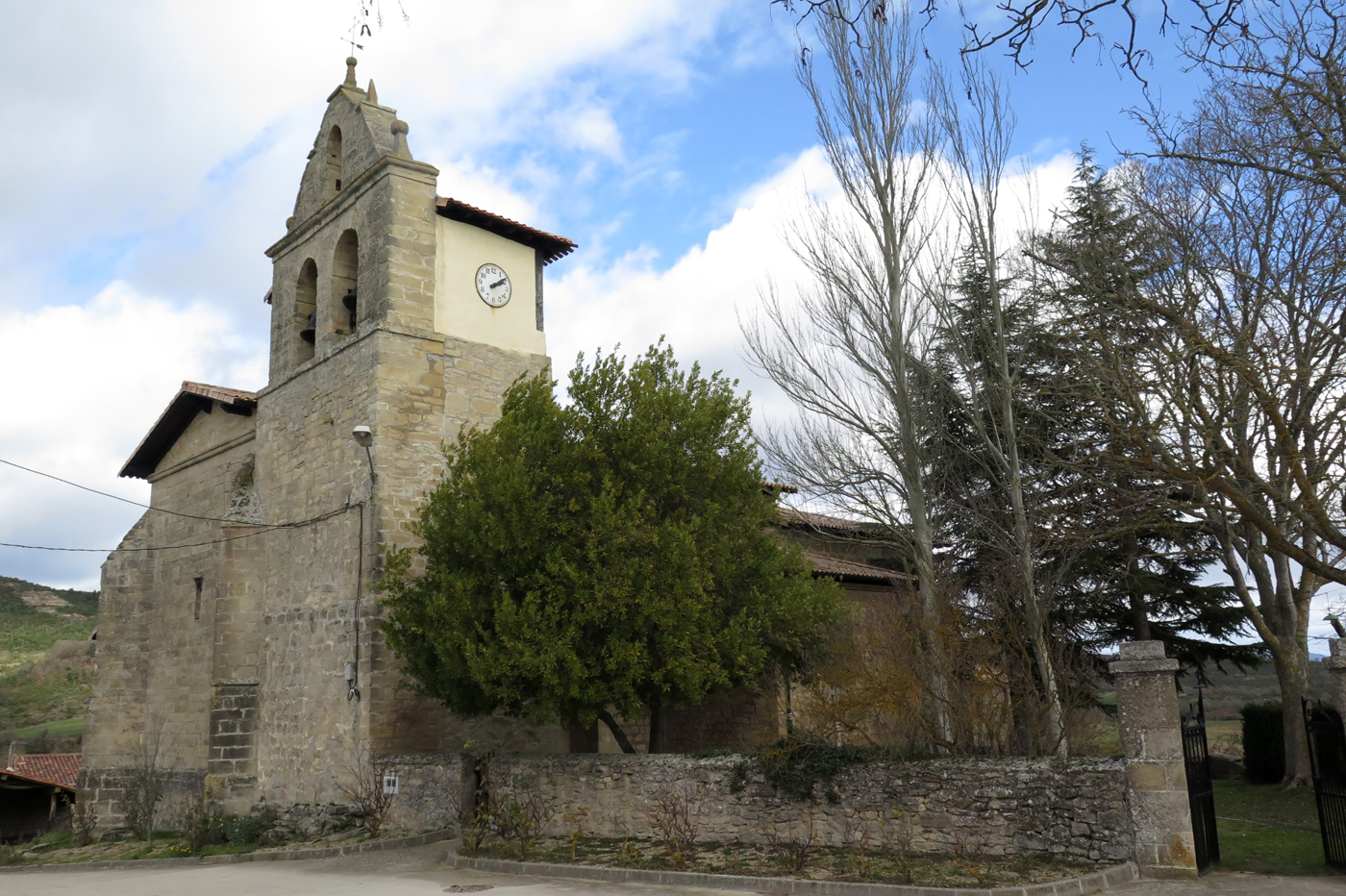
Turiso, Lantarón

El municipio está formado por 12 concejos. La capital del municipio está en el concejo de Comunión. 
| Concejo             | Nombre oficial                 | 2000 | 2005 | 2010 | 2015 | 2019 |
| ------------------- | ------------------------------ | ---- | ---- | ---- | ---- | ---- |
| Alcedo              | Alcedo                         | 33   | 34   | 30   | 31   | 25   |
| Bergüenda           | Bergonda/Bergüenda             | 82   | 75   | 67   | 69   | 63   |
| Caicedo de Yuso     | Caicedo de Yuso                | 50   | 50   | 51   | 57   | 50   |
| Comunión            | Comunión/Komunioi              | 91   | 99   | 105  | 88   | 92   |
| Fontecha            | Fontecha                       | 135  | 132  | 116  | 104  | 115  |
| Leciñana del Camino | Leciñana del Camino / Leziñana | 55   | 58   | 53   | 46   | 44   |
| Molinilla           | Molinilla                      | 11   | 12   | 10   | 9    | 10   |
| Puentelarrá         | Puentelarrá/Larrazubi          | 152  | 147  | 176  | 172  | 168  |
| Salcedo             | Salcedo                        | 126  | 120  | 119  | 118  | 114  |
| Sobrón              | Sobrón                         | 53   | 67   | 63   | 50   | 56   |
| Turiso              | Turiso                         | 51   | 58   | 54   | 45   | 42   |
| Zubillaga           | Zubillaga                      | 125  | 114  | 113  | 104  | 96   |
| Total               | Total                          | 964  | 966  | 957  | 893  | 875  |

## Fiestas y tradiciones
- Carnaval de Salcedo: se cree que el Carnaval de Salcedo fue uno de los más antiguos e importantes de Álava. Aunque el Carnaval dejó de celebrarse como en muchos otros lugares, en 1991 fue recuperado por los vecinos de este concejo. Su figura central es "el Porretero", personaje al que se acusa de robar una gallina y al que se culpa de todos los males del pueblo. El Porretero es juzgado, lanzado desde el tejado del lavadero y devorado por los buitres..[7]
- Romería de Nuestra Señora del Lago: se celebra en la ermita de Nuestra Señora del Lago, en la cercanías del pueblo de Caicedo de Yuso, el sábado víspera del Corpus Christi. Participan en la romería vecinos de varios pueblos de Lantarón (Caicedo de Yuso, Leciñana del Camino, Comunión, Alcedo, Turiso, Molinilla, Salcedo), así como de otros municipios vecinos de Salinas de Añana y Ribera Alta.  La fiesta consiste en una procesión de la Virgen desde la iglesia de Caicedo hasta la ermita, una misa y una tradicional sardinada.
- Romería de Nuestra Señora de Quijera: se celebra el sábado siguiente al Corpus Christi. Esta ermita estaba ubicada en el lugar que quedó inundado por el pantano de Sobrón en la década de 1960. La imagen de la virgen fue trasladada a la ermita de San Martín de Sobrón, situada en un altozano que domina Sobrón, que es donde se celebra la tradicional romería desde entonces. Participa vecindad de los pueblos de Alcedo, Bergüenda, Puentelarrá, Sobrón y Villanueva Soportilla (Burgos).
- Fiestras patronales:
  - Caicedo-Yuso (San Isidro, 15 de mayo)
  - Sobrón (primer fin de semana de junio)
  - Molinilla (segundo fin de semana de junio)
  - Salcedo (tercer fin de semana de junio)
  - Bergüenda (San Juan, 24 de junio)
  - Leciñana del Camino (primer fin de semana de julio)
  - Zubillaga (segundo fin de semana de julio) y San Alberto Magno, 14 de noviembre.
  - Lantarón: fiestas de La Unión (último fin de semana de julio).[8]
  - Alcedo (último fin de semana de agosto)
  - Turiso (Cuarto fin de semana de agosto y San Martín, 11 de noviembre)
  - Puentelarrá (primer fin de semana de septiembre)
  - Comunión (16 de septiembre)
  - Fontecha (12 de octubre)